# هارون دين
هارون دين (18 أغسطس 1940 - 16 سبتمبر 2016) كان المرشد العام للحزب الإسلامي الماليزي من شهر مارس 2015 حتى وفاته في 16 سبتمبر 2016.

## وفاته
توفي هارون دين في يوم 16 سبتمبر 2016 في الولايات المتحدة عن عمر يناهز 76 عاماً بعد مضاعفات بالقلب ولقد نعى الحزب الإسلامي الماليزي وفاته.